# Toquí del São Francisco
El toquí del São Francisco (Arremon franciscanus) és un ocell de la família dels passerèl·lids (Passerellidae).

## Descripció
Les característiques distintives del toquí del São Francisco en comparació amb el toquí pectoral (A. taciturnus) són que la franja sencera del pit en el segon es redueix a dos trossos en el primer. També té un bec taronja amb un culmen (part superior del bec superior) negre. Una altra espècie estretament relacionada és el toquí de mig collar (A. semitorquatus).

## Hàbitat i distribució
Endèmic de Brasil habita a la caatinga a la vall de Riu São Francisco i als estats de Bahia i Minas Gerais.

## Taxonomia
El toquí del São Francisco es va descriure com espècie tan recentment com l'any 1997 per Marcos Raposo